# مؤتمر باريس (1856)

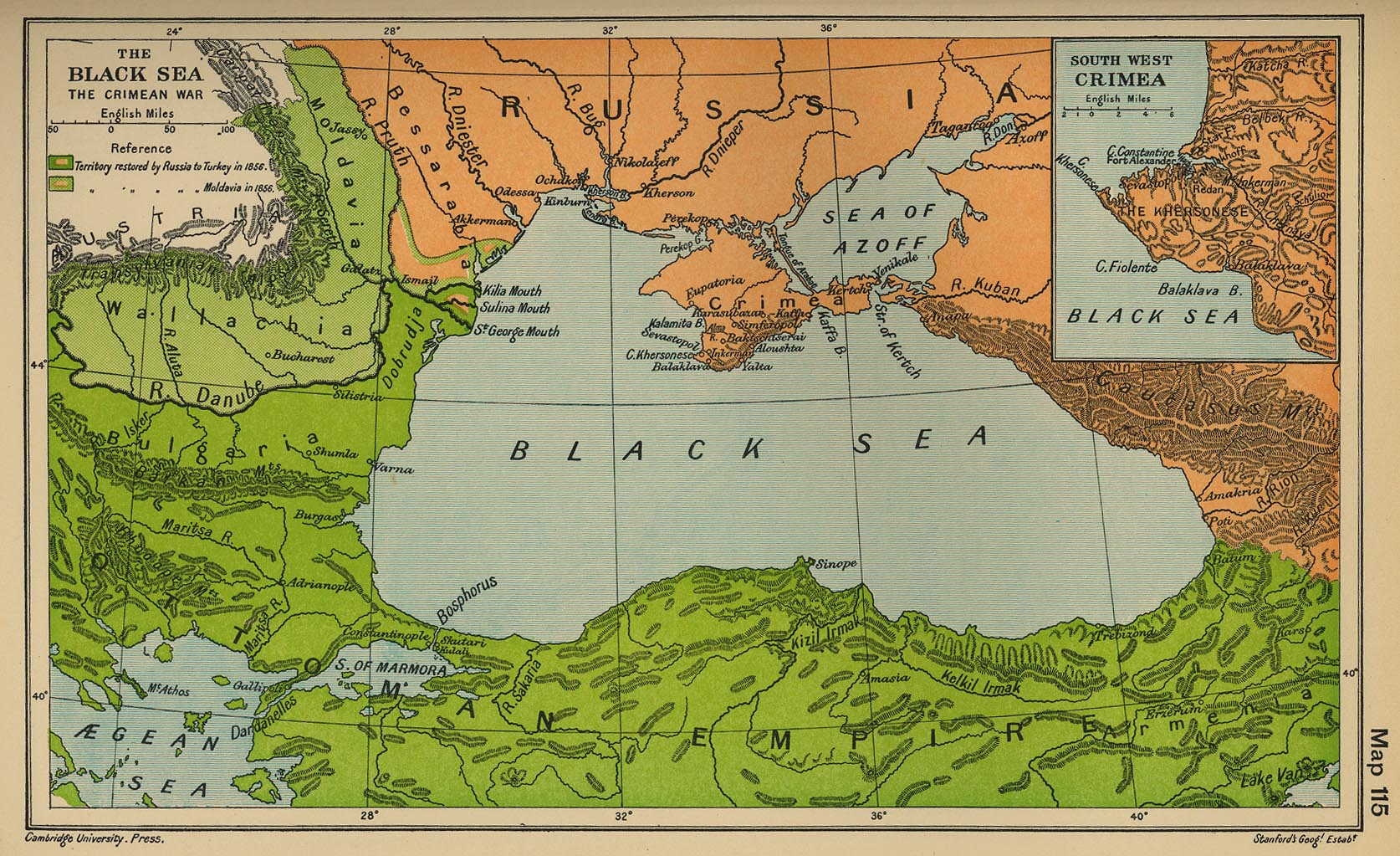
صورة تبين المنطقة المتأثرة بالمؤتمر. المنطقة باللون الأخضر الفاتح إلى اليسار هي المنطقة التي يجب على روسيا تسلميها بين نهر الدانوب ومولدوفا

مؤتمر باريس عقد عام 1856 في باريس لصنع السلام بعد ما يقرب من ثلاث سنوات في حرب القرم. عقد المؤتمر بين ممثلي الدول الكبرى في أوروبا والتي كانت في ذلك الوقت: فرنسا وبريطانيا العظمى والدولة العثمانية ومملكة سردينيا وروسيا والإمبراطورية النمساوية ومملكة بروسيا. اجتمعت هذه القوى بعد وقت قصير من الأول من فبراير/ شباط 1856 عندما قبلت روسيا بالمجموعة الأولى من شروط السلام بعد أن هددت النمسا بدخول الحرب إلى جانب الحلفاء. توصل مؤتمر باريس إلى الشروط النهائية بين 25 فبراير/ شباط حتى 30 آذار / مارس. وقعت معاهدة باريس في 30 مارس/ آذار 1856 مع روسيا من جهة وفرنسا وبريطانيا العظمى وتركيا العثمانية وسردينيا بيدمونت من جهة أخرى.